# Yuriy Kulishenko
Yuriy Kulishenko, ukr. Юрій Кулішенко (zm. 27 października 1994) – amerykański piłkarz pochodzenia ukraińskiego, występujący na pozycji bramkarza.

## Kariera piłkarska

### Kariera klubowa
Jako dziecko wyjechał do USA. W latach 1957–1960 bronił barw Philadelphia Ukrainians, występującej w American Soccer League.

### Kariera reprezentacyjna
W 1959 rozegrał jeden mecz w barwach olimpijskiej reprezentacji USA.

## Sukcesy i odznaczenia

### Sukcesy klubowe
- zdobywca U.S. Open Cup: 1960

### Odznaczenia
- nagrodzony ASL MVP Award: 1960[3]